# قطعنامه ۱۶۲۹ شورای امنیت
قطعنامه  ۱۶۲۹ شورای امنیت سازمان ملل متحد که در تاریخ ۳۰ سپتامبر ۲۰۰۵ تصویب شد، سندی بین‌المللی دربارهٔ دادگاه جنایی بین‌المللی برای یوگسلاوی سابق است. این قطعنامه طی نشست ۵۲۷۳ام با ۱۵ رای موافق، ۰ مخالف و ۰ ممتنع تصویب شد.